# 墊腳石圖書文化廣場
墊腳石圖書文化廣場（英語：Stepping Stone Bookstore），是台灣大型連鎖書店之一。

## 歷史
- 1970年，於桃園縣中壢市成立第一家門市「文化書城」。( 墊腳石的前身 )
- 1980年，於桃園縣中壢市成立第二家門市「文明書局」。( 墊腳石的前身 )
- 1993年8月，於桃園縣中壢市成立第一家墊腳石門市。
- 1994年3月，於桃園縣中壢市成立中壢墊腳石生活館[1]。
- 1994年7月11日，墊腳石圖書股份有限公司正式成立，總管理處設於中壢市。
- 1994年9月，於臺北縣成立墊腳石圖書文化廣場淡水店。
- 1995年10月，於彰化縣成立墊腳石圖書文化廣場員林店。
- 1997年6月，於新竹市成立墊腳石圖書文化廣場新竹店。
- 1997年7月，於嘉義市成立墊腳石圖書文化廣場嘉義店。
- 2001年4月，於台北市成立墊腳石圖書文化廣場重南店。
- 2003年8月，於中壢市成立第一家占地700坪，墊腳石第一家24HR書店。
- 2008年2月，於台中市成立墊腳石圖書文化廣場台中旗艦店。
- 2009年7月，於台北市成立墊腳石圖書文化廣場士林店。
- 2010年4月，於台北市成立墊腳石圖書文化廣場許昌店。
- 2011年，墊腳石中壢市第一家門市轉型為墊腳石生活館。
- 2013年10月，於桃園縣桃園市成立墊腳石圖書文化廣場桃園店。
- 2014年11月，正式成立電子商務部。
- 2018年3月，墊腳石購物網上線。
- 2022年8月，於新北市成立墊腳石圖書文化廣場汐科店。

## 分店
| 縣市   | 鄉鎮   | 分店                   |
| 台北市 | 中正區 | 台北重南店             |
| 台北市 | 中正區 | 台北許昌店             |
| 台北市 | 士林區 | 台北士林店             |
| 新北市 | 淡水區 | 台北淡水店             |
| 新北市 | 汐止區 | 新北汐科店             |
| 桃園市 | 中壢區 | 總管理處               |
| 桃園市 | 中壢區 | 中壢旗艦店             |
| 桃園市 | 中壢區 | 中壢生活館（未售圖書） |
| 桃園市 | 桃園區 | 桃園中華店             |
| 新竹市 | 東區   | 新竹店                 |
| 台中市 | 北區   | 台中旗艦店             |
| 彰化縣 | 員林市 | 員林店                 |
| 嘉義市 | 西區   | 嘉義店                 |

## 外部連結
- 墊腳石圖書文化廣場 （页面存档备份，存于）
- 墊腳石樂購+的Facebook專頁
- 墊腳石的Instagram帳戶
- 墊腳石購物網 （页面存档备份，存于）
- 墊腳石購物網 -  蝦皮購物
- 墊腳石 - Yahoo奇摩超級商城 （页面存档备份，存于）
- 墊腳石購物網 - 樂天市場[]
- 台灣公司資料
- 墊腳石樂購家-圖書文具百貨3C APP(Android版) （页面存档备份，存于）
- 墊腳石樂購家-圖書文具百貨3C APP(ios版) （页面存档备份，存于）
- 墊腳石  LINE 官方帳號 （页面存档备份，存于）